# 堀敏彦
堀 敏彦（ほり としひこ、1962年（昭和37年）4月24日 - ）は、日本のアナウンサー。新潟県長岡市出身。元テレビ新潟放送網（TeNY）アナウンサー。
テレビ新潟への中途入社までは、浅井企画所属のタレントとして活動していた。

## 経歴・人物

### タレント活動
長岡市立東中学校→新潟県立長岡商業高等学校を経て、高千穂商科大学（現：高千穂大学）進学のため上京。在学中から浅井企画に所属してタレント活動を行っており、日本テレビ『ズームイン!!朝!』や『ザ・トップテン』などのリポーターとして活動。
日本テレビの視聴者参加型番組『欽ちゃんの仮装大賞』では橋本テツヤ→小澤一彦の後継として第26回大会（1989年1月1日放送）より番組ナレーターとして出演。

### アナウンサーへ
タレント業を離れて故郷の新潟にUターン。1998年にテレビ新潟の中途採用試験に合格して入社し、アナウンサーとして採用される。
局アナウンサー時代は『夕方ワイド新潟一番』のメインキャスターを務めるなど幅広く活躍。
中越大震災など、県内で大きなニュースが発生した際にはNNN取材団として中継リポーターを務めることもある。
局アナ業だけでなく、タレント時代から引き続きナレーター業も行っている。『欽ちゃんの仮装大賞』のナレーション・進行役は、テレビ新潟が日本テレビ系列であることから、入社後も引き続き起用されており、また新潟地区予選の担当スタッフも務めた。また、浅井企画時代の先輩にあたる関根勤率いる「カンコンキンシアター」の座付きナレーターを、1989年の旗揚げから担当し続けている。
2009年の『おもいっきりDON!』では堀がタレント時代に出演していた『ズームイン!!朝!』の映像が流れ、当時日本テレビアナウンサーで初代司会者を務めた徳光和夫や『ザ・トップテン』で共演していた榊原郁恵と久々の再会を果たした。
2023年3月31日付でテレビ新潟を定年退職。今後はテレビ新潟関連会社のTeNYサービス・ニューブライトプロダクションに所属し、フリーアナウンサーという形で番組出演を継続することを明らかにしている。
2024年6月に新潟プロレスを運営するシー・エス・シーにエンターテイメント事業部長として入社。リングアナウンサーも務める他、同社を窓口とする形で新潟県を中心にフリーアナウンサーおよびタレントとしての活動を行っている。

## 出演番組

### TeNYテレビ新潟所属アナウンサー時代
- 夕方ワイド新潟一番 MC（タレント時代にもコーナー出演あり）
- テレビグラフにいがた MC
- 欽ちゃん&香取慎吾の全日本仮装大賞（日本テレビ、ナレーター、タレント時代の『欽ちゃんの仮装大賞』から第98回まで出演）
- 週刊アコギ倶楽部（FM新潟、日曜深夜0時放送）最終日曜日に月一回のゲスト
- 陽気なトランポリン（新潟テレビ21）ゲスト出演（2006年9月30日）
- おもいッきりDON!（日本テレビ）新人アナの付添人として出演（2009年7月2日）

### タレント時代のレギュラー出演番組
日本テレビ
- スター誕生!（西川きよし司会時代の遊びコーナー・仲良しきよし）
- ザ・トップテン
- 歌のトップテン
- ズームイン!!朝!（集英社生コマーシャル、日本テレビエリア・リポーター、代理司会）
- レオナルドにゅうす笑
- 熊と美女の恋人気分
- WAッ!熊が出た
- コサキン勝手にごっこ
- 欽ちゃんの気楽にリン
- 欽きらリン530!!
- チャチャ
- ムーブタウン（ナレーター）

TBS
- 欽ちゃんの週刊欽曜日
- 小堺関根のパパ大好き（ナレーター）

テレビ朝日
- わがまま気ままベストワン!
- 欽ちゃんのどこまでやるの（黄ろこ）
- さんまのゴメンねわがままで

テレビ東京
- ヤンヤン歌うスタジオ（鶴太郎時代）
- 平成女学園

TBSラジオ
- AXIA STUDIO ONE（関根勤、コッペ、キューティーズ、ダンサーズ）
- 夏木ゆたかのミュージック・クエスチョン

文化放送
- 小堺一機のハローサタディー
- 風見慎吾のサンディナイトフィーバー

ラジオ日本
- 週刊電波倶楽部

テレビ新潟
- てんこもりテレビ
- 情報山脈テレビDON!

その他
- 一正蒲鉾「オホーツク」（斉藤清六と共演）CM
- カーズ（2006年）- アル・オフト 役

#### テレビ新潟退職後
- 夕方ワイド新潟一番 MC（月 - 水曜）（～2023年6月28日[3]）